# Algrøyna
Algrøyna, ook wel Algrøy genoemd, is een eiland in de gemeente Øygarden, Vestland in Noorwegen. Het eiland heeft een oppervlakte van 4,9 km² en ligt ten westen van het eiland Sotra en ten noorden van Lokøyna. Algrøyna is via een serie bruggen verbonden met het eiland Sotra, dat weer verbonden is met het vasteland. Het hoogste punt van het eiland is de 78 meter hoge heuvel Hillefjellet. Bijna alle inwoners wonen aan de noordelijke kust van het eiland in het gelijknamige dorp Algrøyna.